# Euproctis annulipes
Euproctis annulipes är en fjärilsart som beskrevs av Jean Baptiste Boisduval 1833. Euproctis annulipes ingår i släktet Euproctis och familjen tofsspinnare. Inga underarter finns listade i Catalogue of Life.